# Vladimir Quesada
Vladimir Quesada Araya (San José (Costa Rica), 12 de maio de 1966) é um ex-futebolista profissional e treinador costarriquenho, que atuava como defensor.

## Carreira
Vladimir Quesada fez parte do elenco da Seleção Costarriquenha de Futebol da Copa do Mundo de 1990.